# 알렉산드라 레베노크
알렉산드라 레베노크(러시아어: Алекса́ндра Ребено́к, 1980년 5월 6일 ~ )는 러시아의 배우이다.